# Ljubeč
Ljubeč (ukrajinsky  a rusky Любеч, polsky Lubecz) je sídlo městského typu v Černihivské oblasti na Ukrajině. K roku 2017 měl přes dva tisíce obyvatel.

## Poloha a doprava
Ljubeč nedaleko levého, východního pobřeží Dněpru, který zde tvoří bělorusko-ukrajinskou hranici. Od Kyjeva, hlavního města Ukrajiny, je vzdálen přibližně 250 kilometrů severovýchodně.
Historicky se jednalo o významný bod v rámci lodní dopravy po Dněpru, ale v rámci moderní dopravní sítě leží stranou hlavních tahů na silnici R-83.

## Dějiny
Ljubeč je zmíněn již v Pověsti dávných let, podle které jej v roce 882 dobyl Oleg, který ve zdejší oblasti porazil Poljany a začlenil Ljubeč do jím založené Kyjevské Rusi. Nejstarší archeologické doklady zdejšího osídlení jsou z milohradské kultury, následně ze zarubiněcké kultury a pak z romenské kultury z konce 9. století. Archeologické nálezy také dokladují severjanské hroby.
Byzantský císař Konstantin VII. Porfyrogennetos město zmiňuje ve svém díle O správě říše, ovšem pod jménem Teliúza (starořecky Τελιουζα).
Výhodná poloha umožňovala kontrolu nad dopravou po Dněpru (a zřejmě i nad jeho přítoky Berezinou a Sožem) tedy i nad cestu od Varjagů k Řekům. Zároveň představoval i obranu severního přístupu ke Kyjevu a proto se zde nejednou rozhodovalo o budoucnosti Kyjevské Rusi. V roce 1016 zde v bitvě u Ljubeče porazil Jaroslav I. Moudrý svého bratra Svatopluka Vladimiroviče a následně se stal kyjevským velkoknížetem.
V roce 1097 se ve městě konal Ljubečský sjezd, kde se dohodla pravidla následnictví trůnu pro ruská knížectví.
V roce 1147 město vyplenil Rostislav I. Kyjevský.
V 50.-60. letech 14. století se stal Ljubeč součástí Litevského velkoknížectví.

### Rodáci
- Antonín Pečerský (983–1073), pravoslavný světec